# Uetersen
Uetersen [ˈyːtɐzən]IPA(dříve také Ütersen) je město na severozápadě Německa, ve spolkové zemi Šlesvicko-Holštýnsko, 30 km východně od Hamburku. V roce 2012 zde žilo 17 598 obyvatel, čímž je jedním z nejhustěji obydlených měst v Šlesvicku-Holštýnsku.

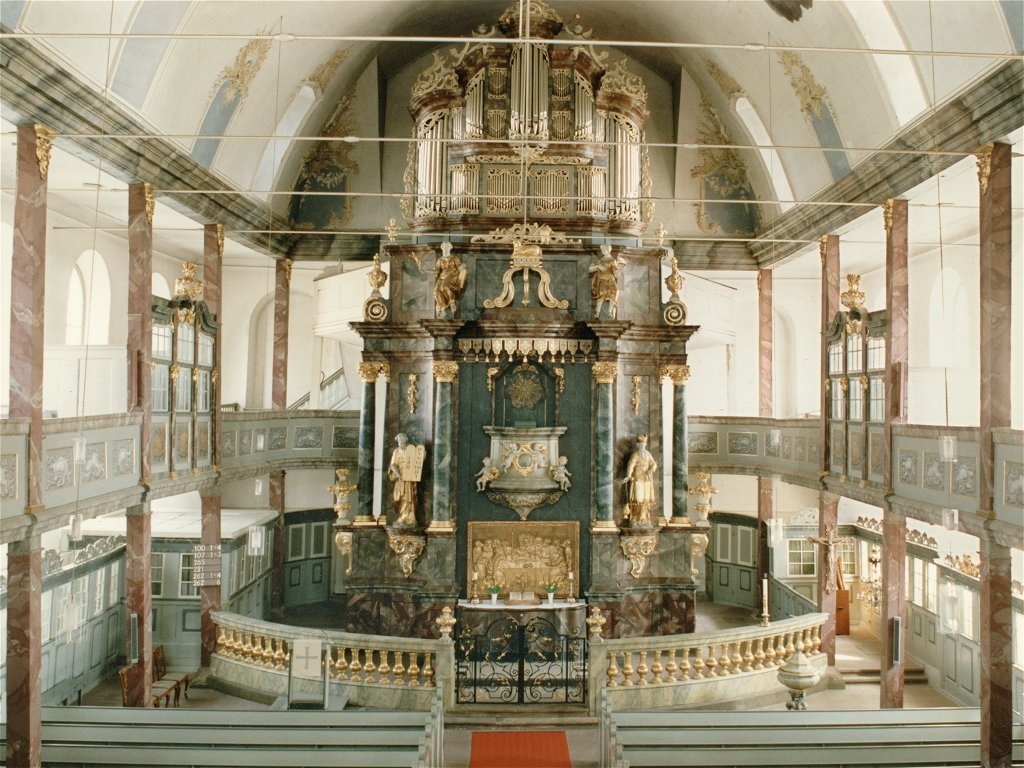
Uetersen
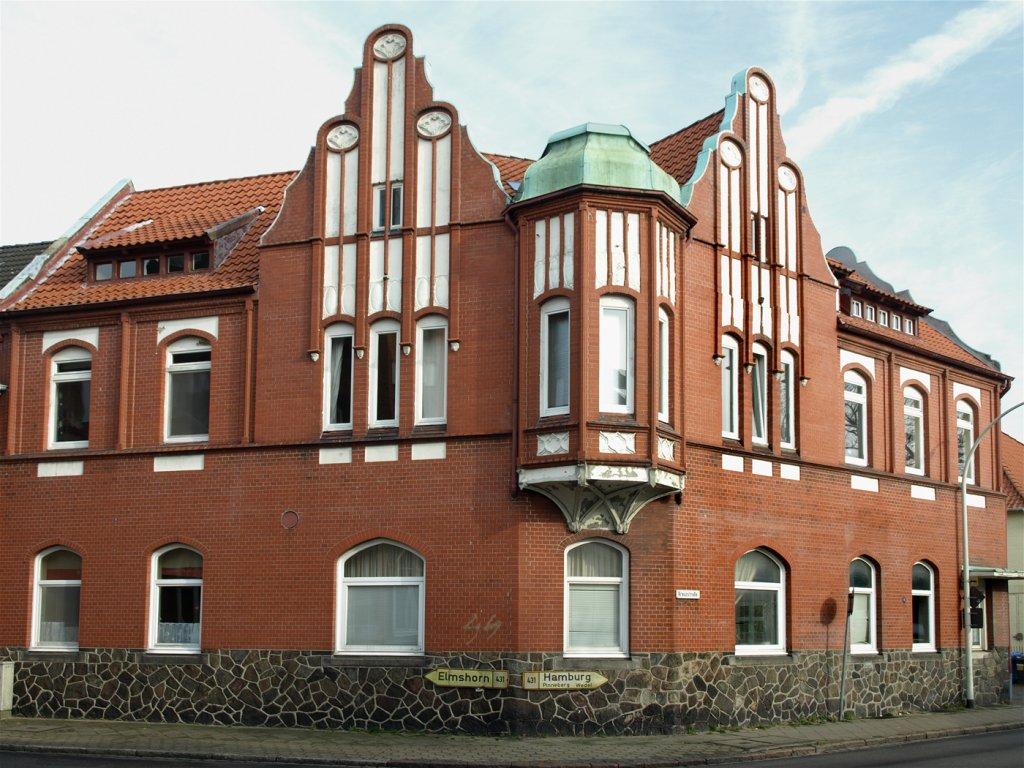
Uetersen
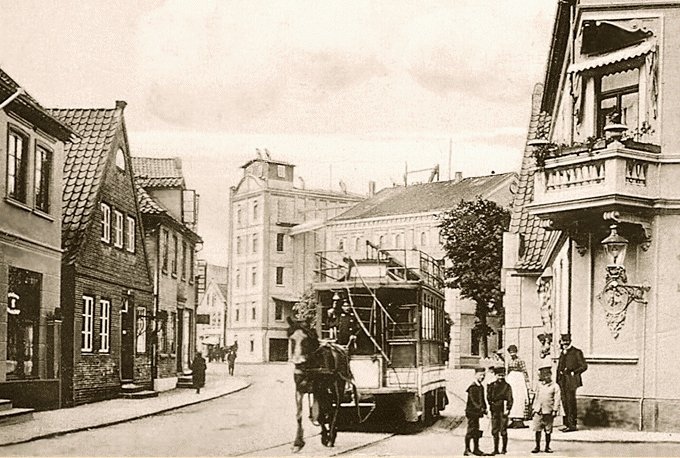
Uetersen

## Významné osobnosti
- Arthur Drews (1865–1935) německý filosof, spisovatel a významný reprezentant monistických myšlenek.
- Franz Kruckenberg (1882–1965), byl německý strojní inženýr a železniční konstruktér.